# فور دو فرانس
فور دو فرانس هي عاصمة مارتينيك من أقاليم ما وراء البحار الفرنسية في الكاريبي. كما أنها واحدة من المدن الرئيسية في منطقة البحر الكاريبي. تشمل صادراتها السكر والفواكه والكاكاو. تقع على الساحل الغربي لجزيرة مارتينيك في المدخل الشمالي لخليج فورت دي فرانس الكبير، عند مصب نهر مدام ، المدينة تحتل سهل ضيق بين التلال والبحر ولكن يمكن الوصول إليها برا من جميع أنحاء الجزيرة.

## المناخ
يظهر الجدول التالي التغييرات المناخية على مدار السنة لفور دو فرانس:
| البيانات المناخية لـفور دو فرانس  | البيانات المناخية لـفور دو فرانس | البيانات المناخية لـفور دو فرانس | البيانات المناخية لـفور دو فرانس | البيانات المناخية لـفور دو فرانس | البيانات المناخية لـفور دو فرانس | البيانات المناخية لـفور دو فرانس | البيانات المناخية لـفور دو فرانس | البيانات المناخية لـفور دو فرانس | البيانات المناخية لـفور دو فرانس | البيانات المناخية لـفور دو فرانس | البيانات المناخية لـفور دو فرانس | البيانات المناخية لـفور دو فرانس | البيانات المناخية لـفور دو فرانس |
| الشهر                             | يناير                            | فبراير                           | مارس                             | أبريل                            | مايو                             | يونيو                            | يوليو                            | أغسطس                            | سبتمبر                           | أكتوبر                           | نوفمبر                           | ديسمبر                           | المعدل السنوي                    |
| --------------------------------- | -------------------------------- | -------------------------------- | -------------------------------- | -------------------------------- | -------------------------------- | -------------------------------- | -------------------------------- | -------------------------------- | -------------------------------- | -------------------------------- | -------------------------------- | -------------------------------- | -------------------------------- |
| الدرجة القصوى °م (°ف)             | 31.5 (88.7)                      | 32.1 (89.8)                      | 33.6 (92.5)                      | 33.0 (91.4)                      | 33.9 (93.0)                      | 33.6 (92.5)                      | 33.6 (92.5)                      | 33.0 (91.4)                      | 33.8 (92.8)                      | 33.0 (91.4)                      | 32.1 (89.8)                      | 31.3 (88.3)                      | 33.9 (93.0)                      |
| متوسط درجة الحرارة الكبرى °م (°ف) | 27.5 (81.5)                      | 27.8 (82.0)                      | 28.5 (83.3)                      | 29.4 (84.9)                      | 29.8 (85.6)                      | 29.5 (85.1)                      | 29.5 (85.1)                      | 30.0 (86.0)                      | 30.3 (86.5)                      | 30.0 (86.0)                      | 29.0 (84.2)                      | 28.1 (82.6)                      | 29.1 (84.4)                      |
| المتوسط اليومي °م (°ف)            | 24.7 (76.5)                      | 24.7 (76.5)                      | 25.2 (77.4)                      | 26.1 (79.0)                      | 26.7 (80.1)                      | 26.8 (80.2)                      | 26.7 (80.1)                      | 27.0 (80.6)                      | 27.2 (81.0)                      | 26.9 (80.4)                      | 26.2 (79.2)                      | 25.3 (77.5)                      | 26.1 (79.0)                      |
| متوسط درجة الحرارة الصغرى °م (°ف) | 21.9 (71.4)                      | 21.7 (71.1)                      | 22.0 (71.6)                      | 22.8 (73.0)                      | 23.6 (74.5)                      | 24.0 (75.2)                      | 23.9 (75.0)                      | 24.0 (75.2)                      | 24.0 (75.2)                      | 23.8 (74.8)                      | 23.4 (74.1)                      | 22.6 (72.7)                      | 23.1 (73.6)                      |
| أدنى درجة حرارة °م (°ف)           | 17.8 (64.0)                      | 17.3 (63.1)                      | 18.6 (65.5)                      | 18.9 (66.0)                      | 19.9 (67.8)                      | 20.0 (68.0)                      | 18.4 (65.1)                      | 19.5 (67.1)                      | 17.9 (64.2)                      | 20.2 (68.4)                      | 19.7 (67.5)                      | 17.4 (63.3)                      | 17.3 (63.1)                      |
| معدل هطول الأمطار مم (إنش)        | 119.5 (4.70)                     | 77.8 (3.06)                      | 74.3 (2.93)                      | 94.0 (3.70)                      | 131.5 (5.18)                     | 159.8 (6.29)                     | 219.3 (8.63)                     | 254.7 (10.03)                    | 234.5 (9.23)                     | 265.9 (10.47)                    | 254.5 (10.02)                    | 134.7 (5.30)                     | 2٬020٫5 (79.55)                  |
| متوسط الأيام الممطرة (≥ 1.0 mm)   | 18.93                            | 13.60                            | 12.77                            | 11.50                            | 12.70                            | 16.43                            | 20.00                            | 19.57                            | 17.90                            | 18.17                            | 19.00                            | 17.60                            | 198.17                           |
| ساعات سطوع الشمس الشهرية          | 203.6                            | 198.5                            | 223.8                            | 211.3                            | 208.1                            | 191.0                            | 200.7                            | 224.5                            | 206.1                            | 182.9                            | 184.4                            | 201.8                            | 2٬436٫8                          |
| المصدر: Météo France              |                                  |                                  |                                  |                                  |                                  |                                  |                                  |                                  |                                  |                                  |                                  |                                  |                                  |

## توأمة
لفور دو فرانس اتفاقيات توأمة مع:
- بليم

## أعلام
- ألكسندر دي بوارنيه
- إيمي سيزير
- ستيفن لانجيل
- فرانز فانون
- جيرار جانفيون
- جان بيرنابيه
- بيري يفيس بولومات
- فرانسوا دوفال
- خوان كريسوستومو فالكون

## وصلات خارجية
- موقع البلدية (بالفرنسية)
- تاريخ وتراث المدينة (بالفرنسية)